# Élections législatives de 1951 dans le Calvados
Les élections législatives françaises de 1951 se tiennent le 17 juin. Ce sont les deuxièmes élections législatives de la Quatrième République.

## Mode de scrutin
Représentation proportionnelle plurinominale suivant la méthode du plus fort reste dans 103 circonscriptions, conformément à la loi des apparentements : les listes qui se sont « apparentées » avant l'élection remportent tous les sièges de la circonscription si leurs voix ajoutées obtiennent la majorité absolue des suffrages exprimés. Il y a 629 sièges à pourvoir.
Le vote préférentiel est admis. 
Dans le département du Calvados, cinq députés sont à élire.

## Candidats

### Liste de l'union des indépendants, des paysans et des républicains nationaux
| N° | Candidats | Candidats               | Parti | Principales fonctions                                                           |
| -- | --------- | ----------------------- | ----- | ------------------------------------------------------------------------------- |
| 01 |           | Joseph Laniel           | CNIP  | Ancien Ministre, député sortant                                                 |
| 02 |           | Philippe Livry-Level    | CNIP  | Député sortant, maire d'Audrieu, conseiller général, Compagnon de la Libération |
| 03 |           | Camille Liégeard        | CNIP  | Avoué, maire de Beaumont-en-Auge                                                |
| 04 |           | Jean Potier de La Varde | CNIP  | Cultivateur, maire adjoint de Bellengreville                                    |
| 05 |           | François Ozanne         | CNIP  | Maitre imprimeur à Caen                                                         |

### Liste du Rassemblement du peuple français
| N° | Candidats | Candidats         | Parti | Principales fonctions                           |
| -- | --------- | ----------------- | ----- | ----------------------------------------------- |
| 01 |           | Raymond Triboulet | RPF   | Député sortant                                  |
| 02 |           | Robert Bisson     | RPF   | Docteur en médecine et en pharmacie, Lisieux    |
| 03 |           | Henri Le Rasle    | RPF   | Médecin, conseiller général du canton de Caen-1 |
| 04 |           | M. Sohier         | RPF   |                                                 |
| 05 |           | Alfred Levaufre   | RPF   | Maire de Donville-les-Bains                     |

### Liste de l'union démocratique républicaine et d’action sociale présentée par le Groupement national des républicains démocrates et le M.R.P.
| N° | Candidats | Candidats         | Parti                 | Principales fonctions                                                     |
| -- | --------- | ----------------- | --------------------- | ------------------------------------------------------------------------- |
| 01 |           | Jean-Marie Louvel | MRP                   | Ministre de l'Industrie et du Commerce, député sortant                    |
| 02 |           | Edmond Duchesne   | Républicain démocrate | Industriel, Président de la Chambre de Commerce de Honfleur et de Lisieux |
| 03 |           | Paul Legrand      | Républicain démocrate | Commerçant, adjoint au maire d'Aunay-sur-Odon                             |
| 04 |           | René Vauclin      | Républicain démocrate | Artisan, Président de la Chambre des Métiers du Calvados                  |
| 05 |           | Paul Champonnois  | Républicain démocrate | Agriculteur, maire de Villiers-le-Sec                                     |

### Liste d'Union républicaine et résistante et antifasciste (Parti communiste français)
| N° | Candidats | Candidats       | Parti | Principales fonctions                                              |
| -- | --------- | --------------- | ----- | ------------------------------------------------------------------ |
| 01 |           | André Lenormand | PCF   | Député sortant, cheminot, adjoint au maire de Dives-sur-Mer        |
| 02 |           | Jean Lebaillif  | PCF   | Secrétaire à l'Inspection académique, conseiller municipal de Caen |
| 03 |           | Anne-Marie Lamy | PCF   | Mère de famille, conseillère municipale de Lisieux                 |
| 04 |           | Lucien Casselle | PCF   | Petit cultivateur à Gonneville-sur-Merville                        |
| 05 |           | Maurice Locret  | PCF   | Tourneur sur métaux, Honfleur                                      |

### Liste d’Unité nationale et des indépendants républicains
| N° | Candidats | Candidats              | Parti | Principales fonctions                                                       |
| -- | --------- | ---------------------- | ----- | --------------------------------------------------------------------------- |
| 01 |           | Jacques Le Roy Ladurie | UNIR  | Agriculteur, maire de Moutiers-en-Cinglais                                  |
| 02 |           | André Denoly           | UNIR  | Éleveur à Ammeville, conseiller général du canton de Saint-Pierre-sur-Dives |
| 03 |           | Gérard Jaussaud        | UNIR  | Négociant à Caen                                                            |
| 04 |           | Maurice Aubert         | UNIR  | Commerçant en graines à Caen                                                |
| 05 |           | Marcel Garnier         | UNIR  | Agriculteur, maire de Cahagnolles, conseiller général du canton de Balleroy |

### Liste de la Section française de l'Internationale ouvrière
| N° | Candidats | Candidats           | Parti | Principales fonctions                                        |
| -- | --------- | ------------------- | ----- | ------------------------------------------------------------ |
| 01 |           | Charles Margueritte | SFIO  | Professeur, ancien résistant, conseiller municipal de Venoix |
| 02 |           | Arsène Richard      | SFIO  | Ouvrier serrurier, maire de Canon                            |
| 03 |           | Clément Desoil      | SFIO  | Cultivateur                                                  |
| 04 |           | René Lebec          | SFIO  | Commerçant                                                   |
| 05 |           | Alphonse Savey      | SFIO  | Négociant, adjoint au maire de Vire                          |

### Liste du Rassemblement des gauches républicaines et de l'Union démocratique et socialiste de la résistance
| N° | Candidats | Candidats        | Parti | Principales fonctions          |
| -- | --------- | ---------------- | ----- | ------------------------------ |
| 01 |           | Robert Fossorier | RGR   | Industriel, maire de Deauville |
| 02 |           | Nicolas Maurice  | RGR   | Négociant, maire de Falaise    |
| 03 |           | Jean Aubin       | UDSR  | Négociant                      |
| 04 |           | Maurice Roberge  | RGR   | Instituteur honoraire          |
| 05 |           | André Allix      | RGR   | Commerçant                     |

## Élus
| Député sortant       | Parti | Parti | Député élu ou réélu    | Parti | Parti |
| -------------------- | ----- | ----- | ---------------------- | ----- | ----- |
| André Lenormand      |       | PCF   | André Lenormand        |       | PCF   |
| Jean-Marie Louvel    |       | MRP   | Jean-Marie Louvel      |       | MRP   |
| Philippe Livry-Level |       | MRP   | Jacques Le Roy Ladurie |       | UNIR  |
| Joseph Laniel        |       | CNIP  | Joseph Laniel          |       | CNIP  |
| Raymond Triboulet    |       | CNIP  | Raymond Triboulet      |       | RPF   |

## Résultats

### Résultats à l'échelle du département
- Les listes du CNIP, du MRP et de l'union RGR-UDSR se sont apparentées.
- Leurs voix cumulées représentant moins de 50% des exprimés, les sièges sont répartis à la proportionnelle entre tous les partis.
- Le score de l'apparentement est considéré comme celui d'une liste pour la répartition générale, ensuite la répartition interne des sièges entre apparentées se fait également à la proportionnelle.

| Parti    | Parti        | Tête de liste          | Résultats | Résultats | Sièges |  |
| Parti    | Parti        | Tête de liste          | Voix      | %         |        |  |
| -------- | ------------ | ---------------------- | --------- | --------- | ------ |  |
|          | RPF          | Raymond Triboulet      | 43 986    | 24,35     | 1      |  |
|          | PCF          | André Lenormand        | 29 139    | 16,13     | 1      |  |
|          | CNIP *       | Joseph Laniel          | 28 593    | 15,83     | 1      |  |
|          | UNIR         | Jacques Le Roy Ladurie | 26 201    | 14,51     | 1      |  |
|          | MRP *        | Jean-Marie Louvel      | 20 512    | 11,36     | 1      |  |
|          | SFIO         | Charles Margueritte    | 18 431    | 10,20     | 0      |  |
|          | RGR - UDSR * | Robert Fossorier       | 10 788    | 5,97      | 0      |  |
|          |              |                        |           |           |        |  |
| Inscrits | Inscrits     | Inscrits               | 234 919   | 100,00    | 5      |  |
| Votants  | Votants      | Votants                | 187 192   | 79,68     |        |  |
| Exprimés | Exprimés     | Exprimés               | 180 631   | 96,50     |        |  |